# 存内计算
在计算机科学中，存内计算是一项用于处理存储在内存数据库中数据的技術。存内计算的目的是解决由中央处理器和電腦記憶體之间的数据傳輸引起的性能瓶颈。较旧的電腦通過关系数据库以及碟盤存儲數據，人們還得使用SQL來查询數據，但上述手段越来越難以滿足商业智能(BI) 的需求。如果数据存储在随机存取存储器(RAM) 或闪存中时它們可以更快地被访问，因此如果數據存儲在内存中，数据就可以被实时分析，从而能更快地就业务發展作出决策。 